# Bahnhof Bremerhaven Fischereihafen

Der Bahnhof Bremerhaven Fischereihafen ist ein Bahnhof im Bremerhavener Stadtteil Fischereihafen. Der Güterbahnhof diente dem Versand von Seefisch ins Binnenland. Er wurde 1896 in Geestemünde fertiggestellt und 1920 ein neues Bahnhofsgebäude in Betrieb genommen. Mit dem Ende der deutschen Hochseefischerei wurde dieses 1976–1978 abgebrochen.

## Geschichte

### Erster Bahnhof
Im Geestemünder Fischereihafen – jahrzehntelang der größte Fischereihafen Kontinentaleuropas – entstand 1896 der erste Fischversandbahnhof. Er lag am südlichen Ende des nachmaligen Fischereihafens I und endete am Seemannsheim Fischereihafen. Auf der anderen Seite des Hafenendes war das Kohlenlager. Der Bahnhof hatte vier Gleispaare und drei überdachte Laderampen, an denen 36 Waggons gleichzeitig beladen werden konnten. Die Zuführung zur Geestebahn erfolgte eingleisig durch die westliche Unterführung der Rampe zwischen Geestemünde und Wulsdorf. Am 1. Mai 1897 verließ der erste Fischsonderzug den neuen Bahnhof in Richtung Berlin (über die Amerikalinie). Bei dem enormen Wachstum plante man ab 1913 die Erweiterung des Fischversandbahnhofs mit einer zusätzlichen Gleisverbindung nach Wulsdorf. Der Erste Weltkrieg verzögerte den Ausbau.

### Zweiter Bahnhof
Nach einer Bauzeit von sieben Jahren wurde 1920 südsüdöstlich des ersten der zweite Fischversandbahnhof fertig.

#### Anlage

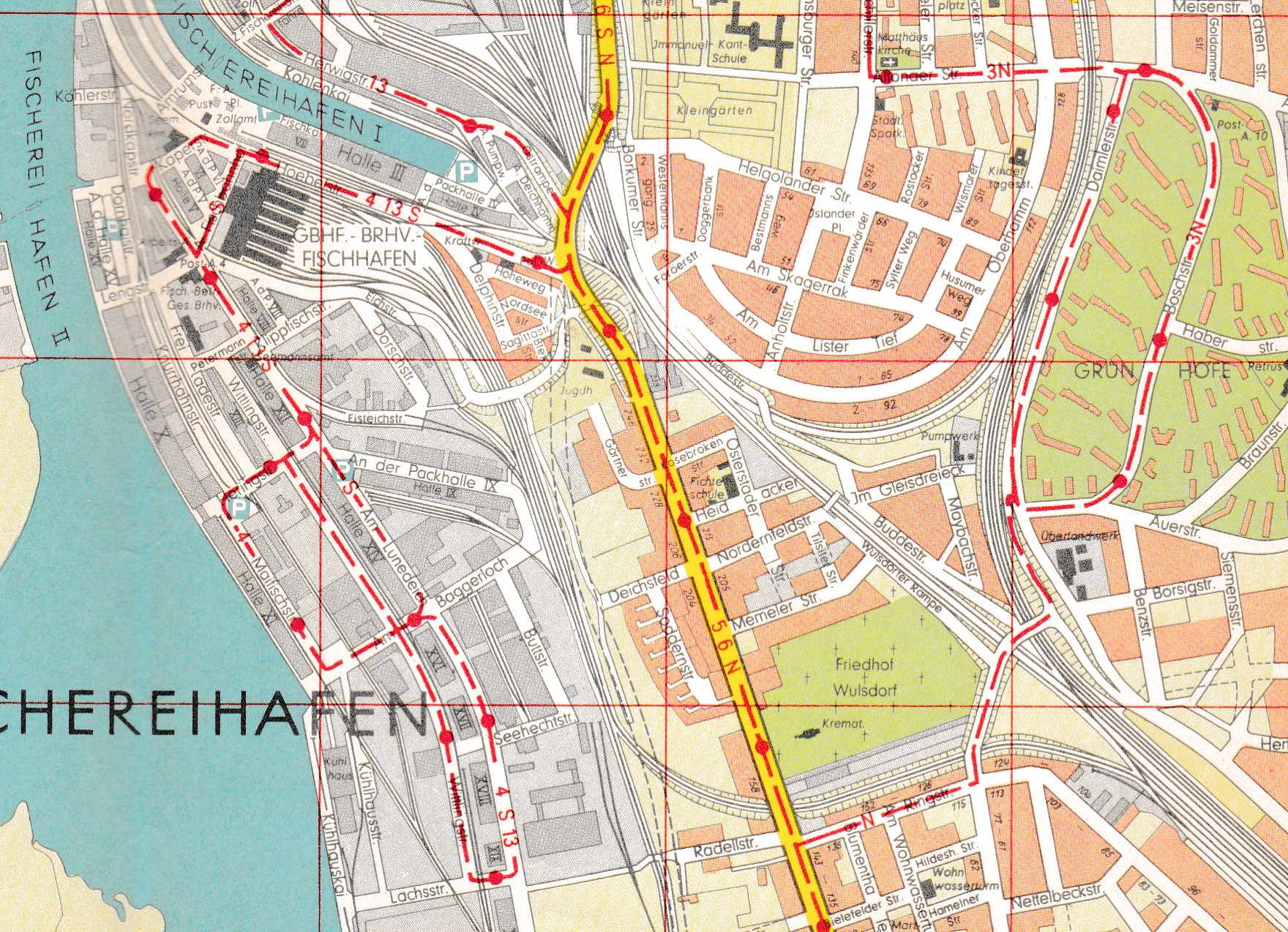
Lage und Zufahrten des Fischversandbahnhofs

Über die gesamte Breite des Kopfbahnhofs von gut 200 m erstreckte sich die in vier Bereiche aufgeteilte Fischversandhalle. In die eiserne Versandhalle führten anfangs 12 Gleise an sechs Bahnsteigen. Bald wurden die Seefischkühlwagen auf insgesamt 17 Gleisen mit einer jeweiligen Nutzlänge von 137–200 m beladen. Die Anlage bot Platz für 136 Waggons. Pro Tag konnten bis zu 12 Züge mit bis zu 40 Waggons abgefertigt werden. Die ebenfalls eingleisige und 1920 fertiggestellte Zufahrt unterquerte die Weserstraße (Bremerhaven) und verlief am Südrand des Bremerhavener Friedhofs in Wulsdorf zum Bahnhof Bremerhaven-Wulsdorf. Zu erreichen war der Fischversandbahnhof nicht nur über das Wulsdorfer Verbindungsgleis, sondern auch über ein Rangiergleis, das die Hoebelstraße (die Hauptzufahrt des Fischereihafens) in einem Bahnübergang kreuzte. Dieser westlichste Zweig der ehemaligen Geestebahn endete in zwei kurzen Gleisen vor dem Empfangsgebäude am Nordende der Versandhalle. Über das Gleis kamen die mit Eis befüllten Waggons zum Fischversandbahnhof. Sie wurden vor dem südlichen Ende der Seebeck-Werft von der Fa. F. Busse befüllt, dann unter der Rampe in Richtung Gleisdreieck gezogen und von dort über die Hoebelstraße zum Fischbahnhof geschoben.

#### Betrieb

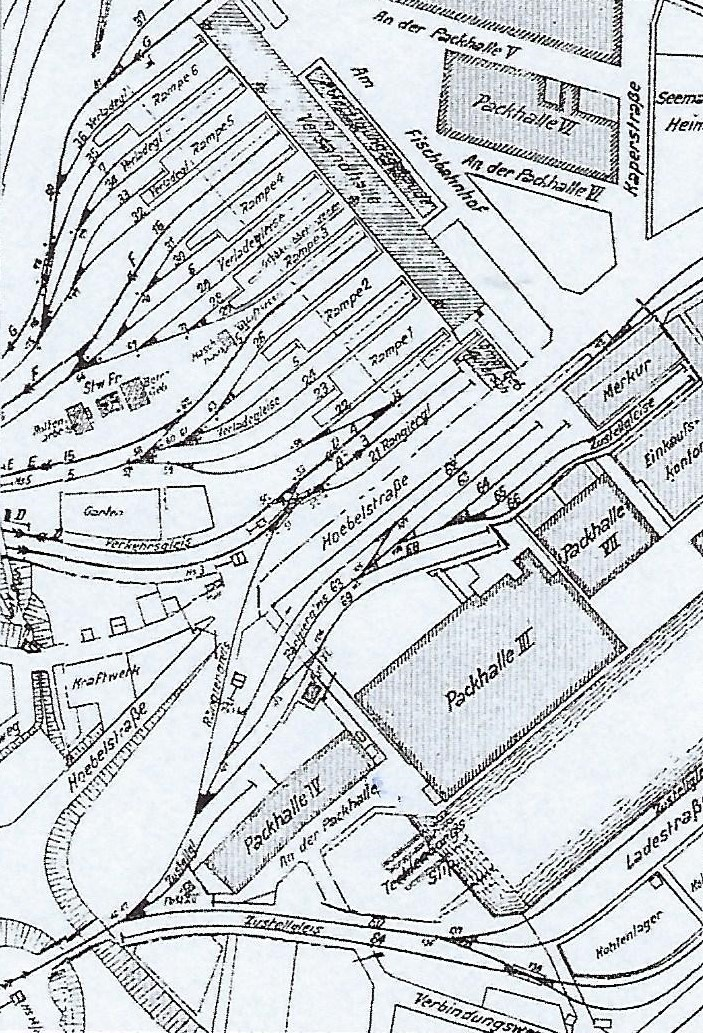
Schematischer Gleisplan (1920)

1927 verließen im Durchschnitt täglich 160 Waggons den Fischversandbahnhof. In den verbrauchsstarken Wintermonaten wurden außerdem bis zu 8.000 Frachtbriefsendungen in etwa 300 Stückgutwagen versandt. Die Kapazität erreichte bis zu 1.000 Tonnen pro Tag. Ein weitverzweigtes Netz von Fischkurswagen sicherte die schnellstmögliche Auslieferung bis in die entferntesten Gegenden des Deutschen Reichs. Das erforderte eine zeitlich straff abgestimmte Organisation. Sie betraf sowohl den Wagenladungsverkehr als auch den Stückgutverkehr, der etwa die Hälfte der von Wesermünde aus abgefertigten Gesamtmenge ausmachte. Die hier stationierten 300 Kühlwagen fanden nur für den Fischtransport Verwendung, und zwar fast ausschließlich für den Wagenladungsverkehr. Die Seefische waren mit Eis in Weidenkörben verpackt. Im Fischereihafen waren etwa 150 Großhändler ansässig. Bahnamtliche Rollfuhrunternehmer sammelten ihre Stückgutsendungen ein. Spätester Annahmeschluss für die zuerst ins Rheinland abgehenden Fischzüge war täglich um 13:30 Uhr. Für die übrigen Richtungen war der sogenannte Herausstellungsschluss um 16 bzw. 17 Uhr. Der festgelegte Verladungsschluss lag zwei Stunden später. Die Abfahrt der Züge war in der Regel eine Stunde nach Ladeschluss. Die Abfahrten lagen sehr eng beieinander: Der De 5104 verließ den Fischversandbahnhof um 15:47 Uhr, der De 5031 um 16:02 Uhr und der De 5112 um 16:52 Uhr. Geringste Verzögerungen im Ladegeschäft – eher Regel als Ausnahme – führten zu Problemen im Ablauf. In der Direktbeförderung – ohne Umladungen oder Umstellungen – erreichten die Züge eine Reisegeschwindigkeit von 50 Kilometer pro Stunde. Bespannt waren die Züge mit Dampflokomotiven des Bahnbetriebswerks Geestemünde, so z. B. zeitweise DR-Baureihe 41 und DR-Baureihe 50. Für die regelmäßige Reinigung der Kühlwagen war die Wagenwäsche auf der Westseite des Güterbahnhofs Geestemünde zuständig, die hinter der Straßenbrücke nahe der Straße Ostrampe vor der Seebeckwerft lag.

#### Aufstieg und Niedergang
| Jahr | Wagengestellungen | Transportierte Tonnen Fisch |
| ---- | ----------------- | --------------------------- |
| 1872 |                   | 0439                        |
| 1890 |                   | 05.000                      |
| 1893 |                   | 09.500                      |
| 1898 | 0649              |                             |
| 1903 |                   | 025.211                     |
| 1913 | 05.221            | 047.308                     |
| 1927 |                   | 129.000                     |
| 1935 |                   | 188.000                     |
| 1936 |                   | 225.000                     |
| 1957 |                   | 229.000                     |
| 1967 |                   | 114.000                     |
| 1995 |                   | 018.500                     |

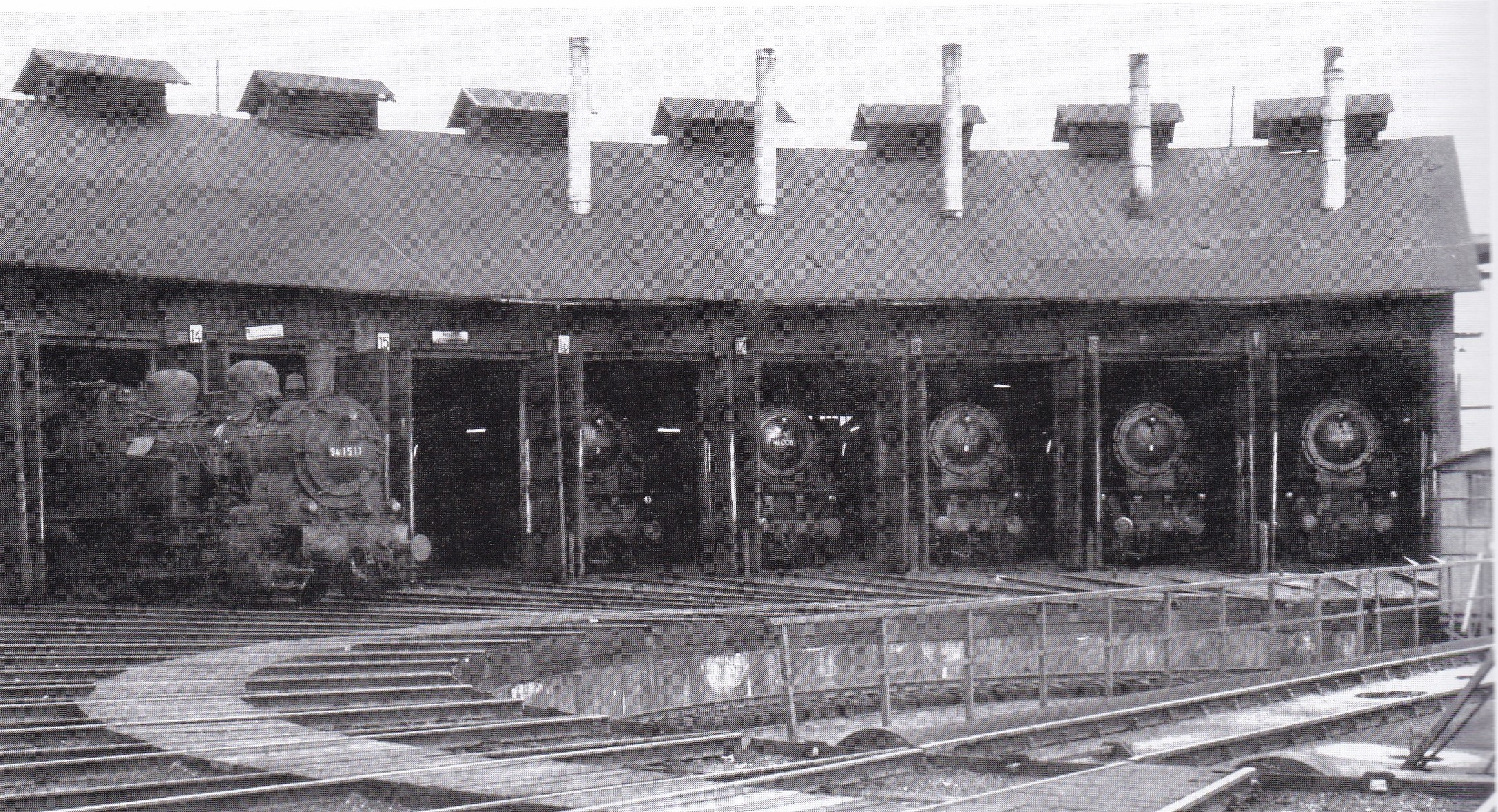
Lokschuppen im Güterbahnhof Geestemünde (1964)

Am 28. und 29. Januar 1937 besuchten Fachleute der Deutschen Reichsbahn den Fischereihafen. Im Vierjahresplan hatte die Reichsregierung eine Steigerung des Fischverbrauchs um 100 % vorhergesagt. Nun sollte herausgefunden werden, welche baulichen Erweiterungen für die transporttechnische Bewältigung des Zuwachses nötig waren. Von Sonnabend bis Dienstag der Karwoche von 1935, 1936 und 1937 wurde die Wagenabfuhr ermittelt: 1008, 1208 und 1360 Wagen. Trotz der Prognose von 730.000 Tonnen anzulandender Seefische rechnete die Reichsbahn nur mit einer Steigerung der Stückgutfracht um 30 %. Einerseits bestätigte die Entwicklung der letzten drei Jahre diese Prognose; andererseits resultierte die geringere Einschätzung der Steigerung aus der Erwartung, dass zukünftig verstärkt Fischfilet und Fertigprodukte zum Versand gelangen würden. Man empfahl daher den Ausbau des Fischversandbahnhofs auf neun Bahnsteige mit Platz für 200 gleichzeitig abzufertigende Waggons. Es entstanden die Rampen 7, 8 und 9. Die Gleisanlagen wurden erheblich ausgebaut. Die Luftangriffe auf Wesermünde schädigten die Gleis- und Hafenanlagen, die Auktionshallen und Betriebsgebäude. Die Leistungsfähigkeit des Fischereihafens war erheblich beeinträchtigt. Der Wiederaufbau in der Nachkriegszeit in Deutschland war langsam und mühsam.

#### Transport
Die Beförderung von Seefisch war für die Deutsche Bundesbahn ein teurer Verkehr. Die Bereitstellung eines Kühlwagenparks (ausschließlich für den Transport von Seefischen), der leere Rücklauf der Wagen nach Bremerhaven und die sorgfältige Reinigung nach der Rückkehr verursachten hohe Kosten. Ab 1921 galt ein außergewöhnlich günstiger Ausnahmetarif mit einer Ermäßigung von einem Drittel gegenüber den Regeltarifen für Stückgut und Wagenladungen. Er deckte die Kosten nur zum Teil. Eine besondere Belastung war betrieblich auch die Verteilung kleiner Mengen an viele Empfänger. Für die Vielzahl von Stückgutsendungen mit Fischen wurden ab Bremerhaven regelmäßig acht Umladewagen nach großen Stückgutumladestellen im Binnenland und 14 Kurswagen zur Bedienung von Strecken abgefertigt. So lief der Kurswagen zur Bedienung der Strecke von Düsseldorf Hauptbahnhof zum Bahnhof Aachen West ab Wulsdorf im Sg 5510, ab Düsseldorf im Personenzug 2304 über Neuss und Mönchengladbach. Begleitet von einem Fahrladeschaffner, erreichte er Aachen West am nächsten Morgen um 07:17 Uhr. Ziele dieser Umladewagen waren unter anderem Frankfurt am Main, Stuttgart und Freiburg im Breisgau.

### Ende
Das Ende der deutschen Hochseefischerei, die Umstrukturierung der Fischproduktion und die Umstellung auf Tiefkühlprodukte ließen dem riesigen Bahnhof nur eine untergeordnete Funktion. Ab 1976 wurde er abschnittsweise demontiert. Die Versandhallen wurden abgerissen. Heute erfolgen die Anlieferung der Rohware und die Auslieferung der Fertigprodukte fast ausschließlich durch Kühllastwagen. Alle Gleisanlagen im Hafengebiet wurden entfernt. Das Verbindungsgleis nach Wulsdorf wurde 2017 stillgelegt. Seither fährt die Museumsbahn nach Bederkesa nicht mehr ab Fischereihafen, sondern ab Bremerhaven Hauptbahnhof. Der Betreiberverein geriet dadurch in wirtschaftliche Schwierigkeiten.
Das Land Bremen will die im Fischereihafen noch liegenden 8 km Gleise für 8 Millionen Euro bis 2025 sanieren.
Aus dem ehemaligen Bahnhof wurde ein Industriestammgleis im Bahnhofteil Bremerhaven-Wulsdorf.

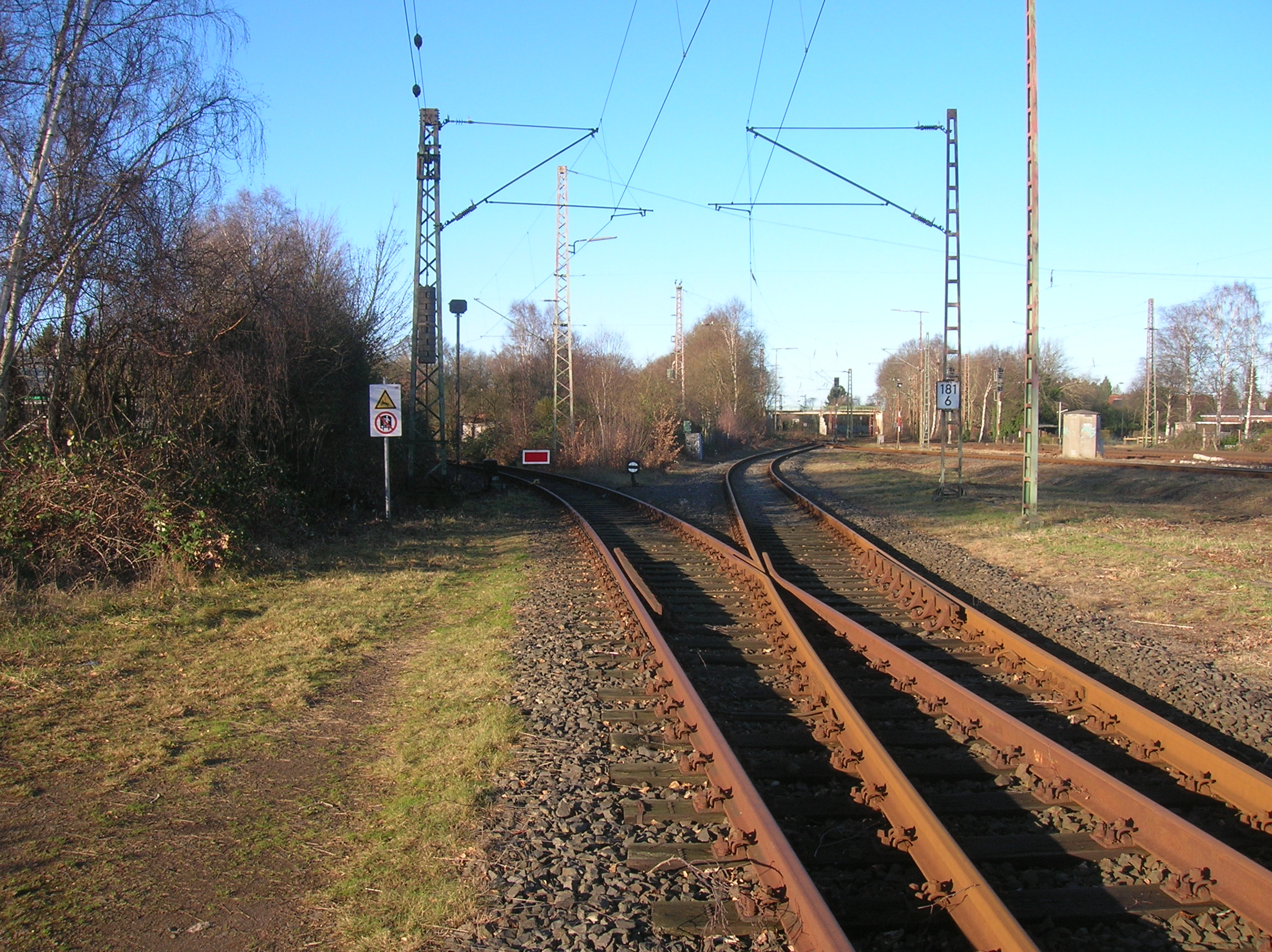
Abzweig
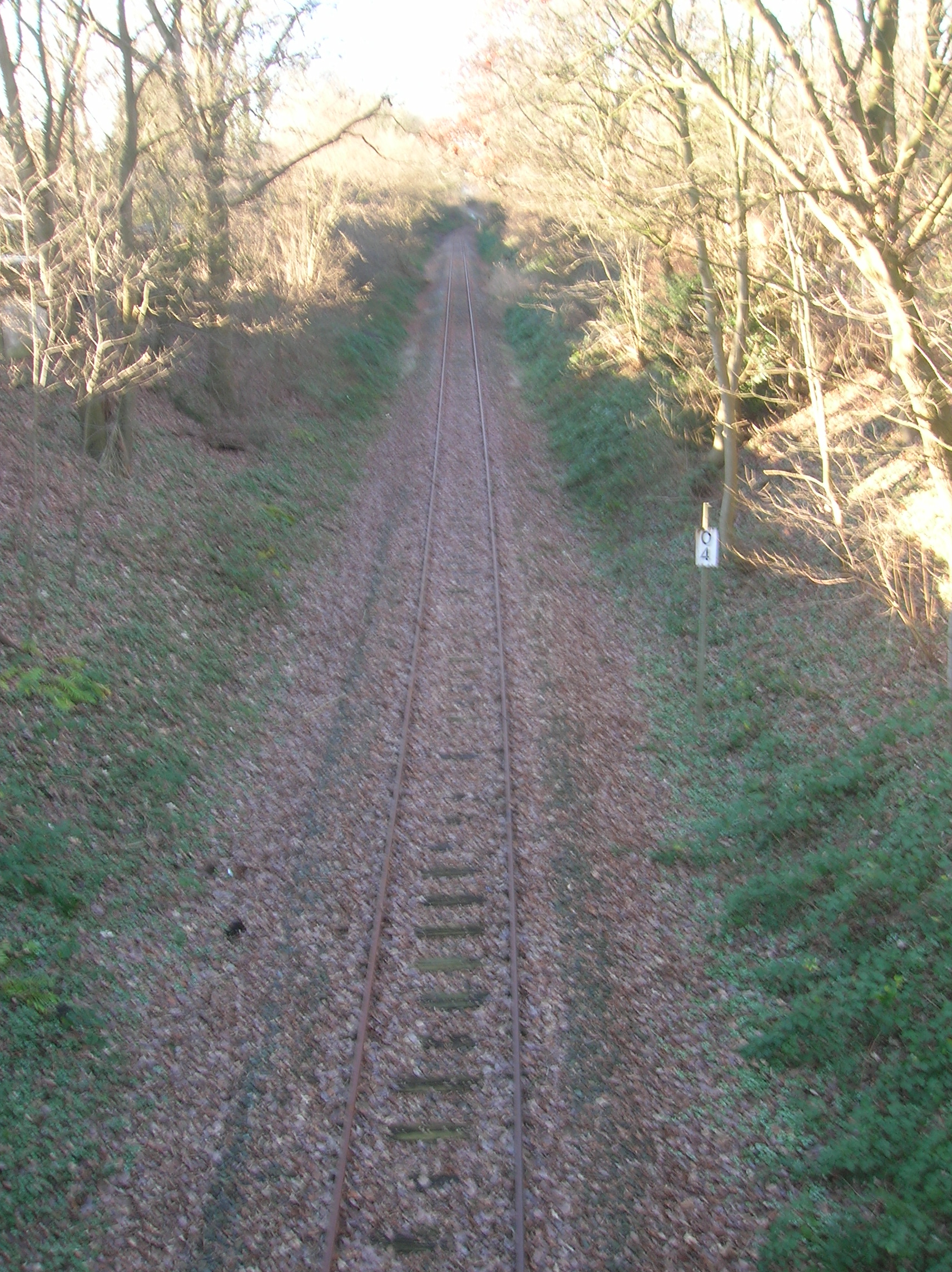
Verbindungsgleis